# 1997 في الجزائر
فيما يلي قوائم الأحداث التي وقعت خلال عام 1997 في الجزائر.

## أحداث
- 27 يوليو – مجزرة سي زروق

## مواليد

### يونيو
- 3 يونيو – محمد رضا بومشرا

## وفيات

### يناير
- 28 يناير – عبد الحق بن حمودة (مواليد 1946) نقابي جزائري.

### فبراير
- 23 فبراير – عبد القادر بن بوعلي (مواليد 1912) لاعب كرة قدم فرنسي.

### نوفمبر
- 4 نوفمبر – رينيه-جان كلوت (مواليد 1913) رسام فرنسي.
- 6 نوفمبر – محمد طيبي العربي (مواليد 1918)

### ديسمبر
- 27 ديسمبر – سعيد إبراهيمي (مواليد 1931) لاعب كرة قدم.